# Barberino Val d'Elsa
Pour les articles homonymes, voir Barberino et Val d'Elsa.
Barberino Val d'Elsa est une commune italienne d'environ 4 300 habitants, située dans la ville métropolitaine de Florence, dans la région Toscane, en Italie.

## Administration
| Période                                  | Période  | Identité          | Étiquette | Qualité |
| ---------------------------------------- | -------- | ----------------- | --------- | ------- |
| 08/06/2009                               | En cours | Maurizio Semplici |           |         |
| Les données manquantes sont à compléter. |          |                   |           |         |

### Communes limitrophes
Castellina in Chianti, Certaldo, Montespertoli, Poggibonsi, San Gimignano, Tavarnelle Val di Pesa

## Jumelages
Publier - Amphion-les-Bains (France) depuis 2006, commune française de Haute-Savoie située dans le Chablais français, sur le lac Léman
 Schliersee (Allemagne)

## Personnalité liée à la commune
- Francesco da Barberino, poète italien.

## Illustrations

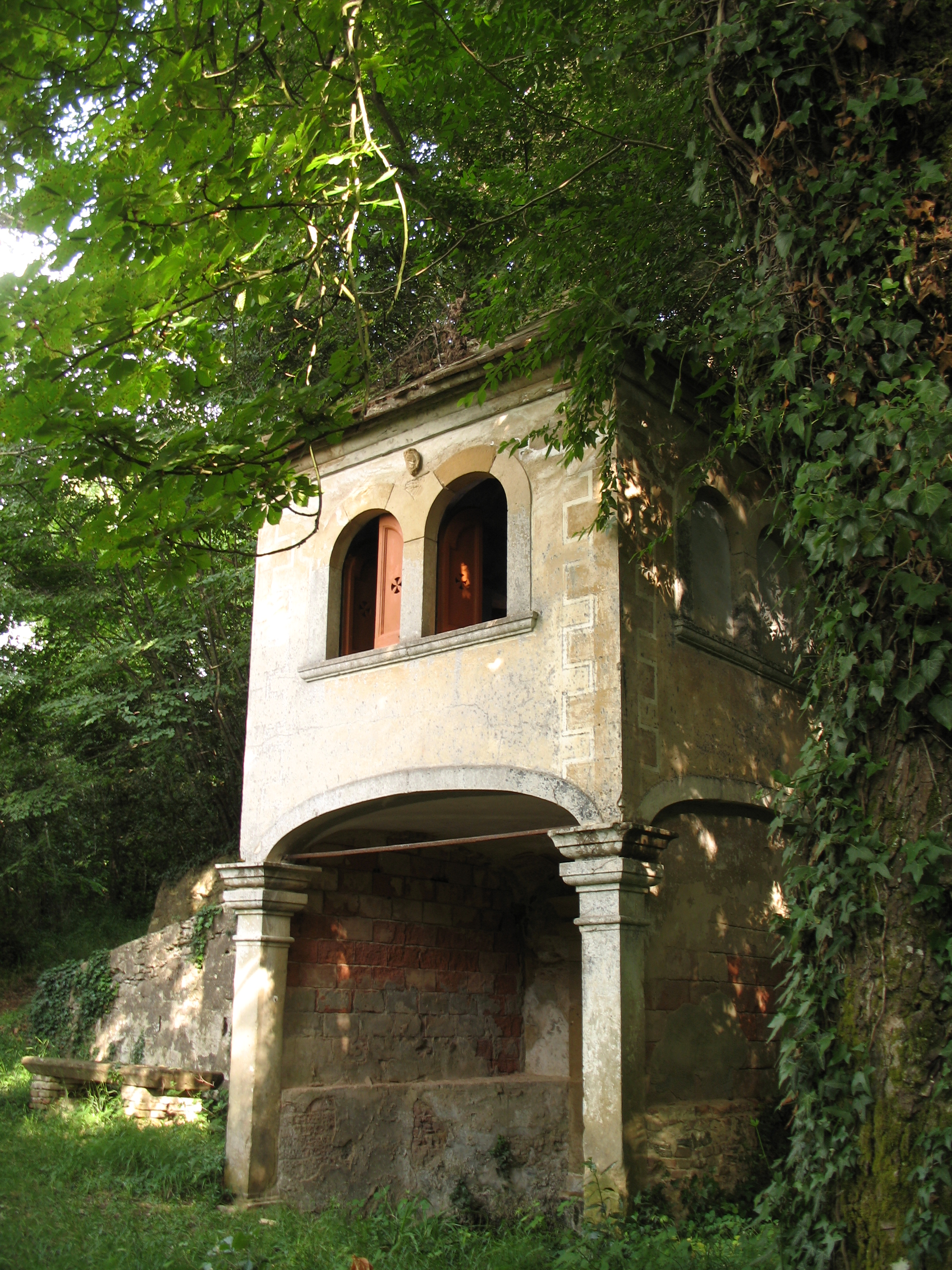
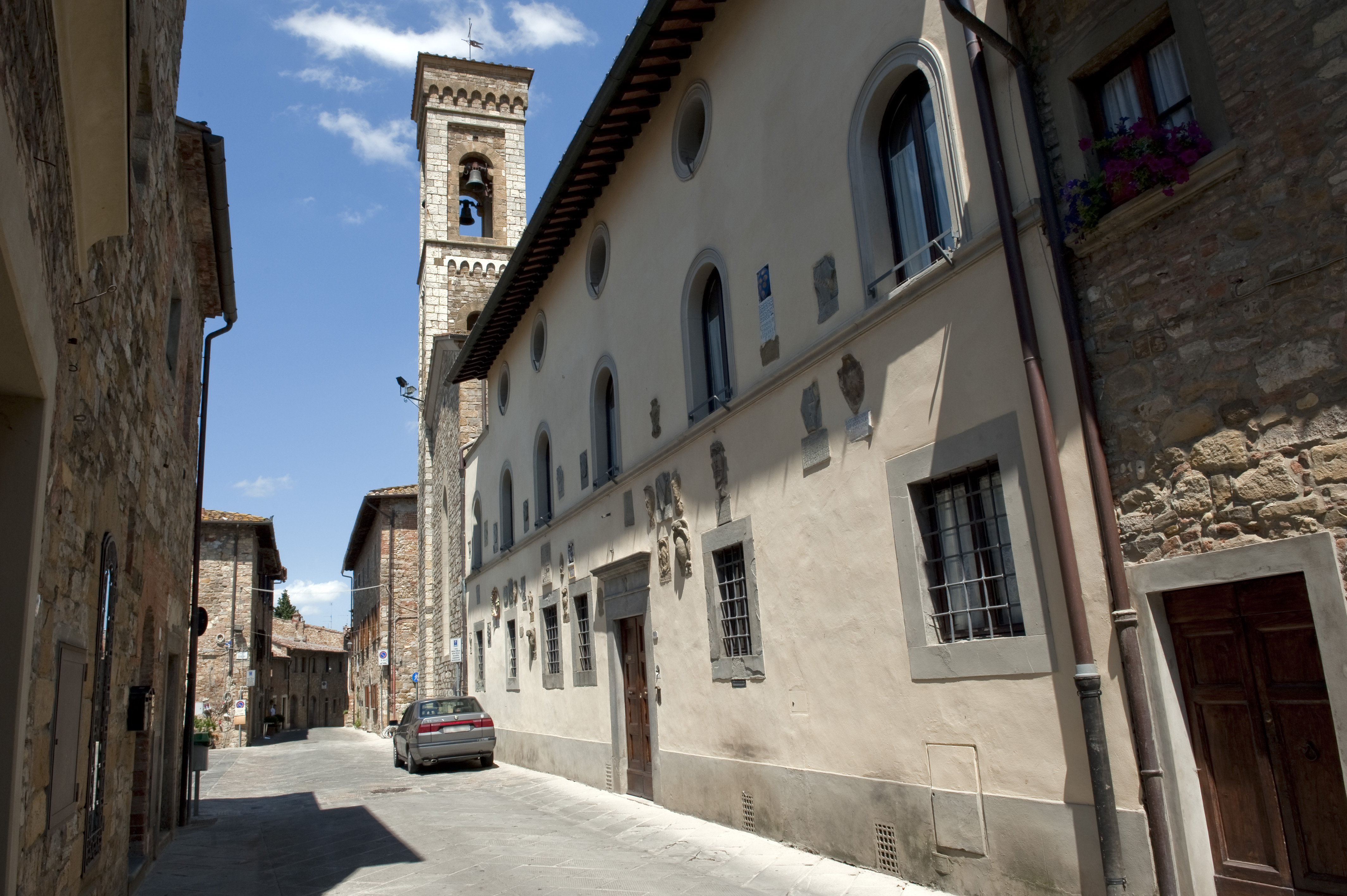